# Birstein
Birstein é um município alemão localizado no distrito de Main-Kinzig, estado de Hessen.